# Odds þáttr Ófeigssonar

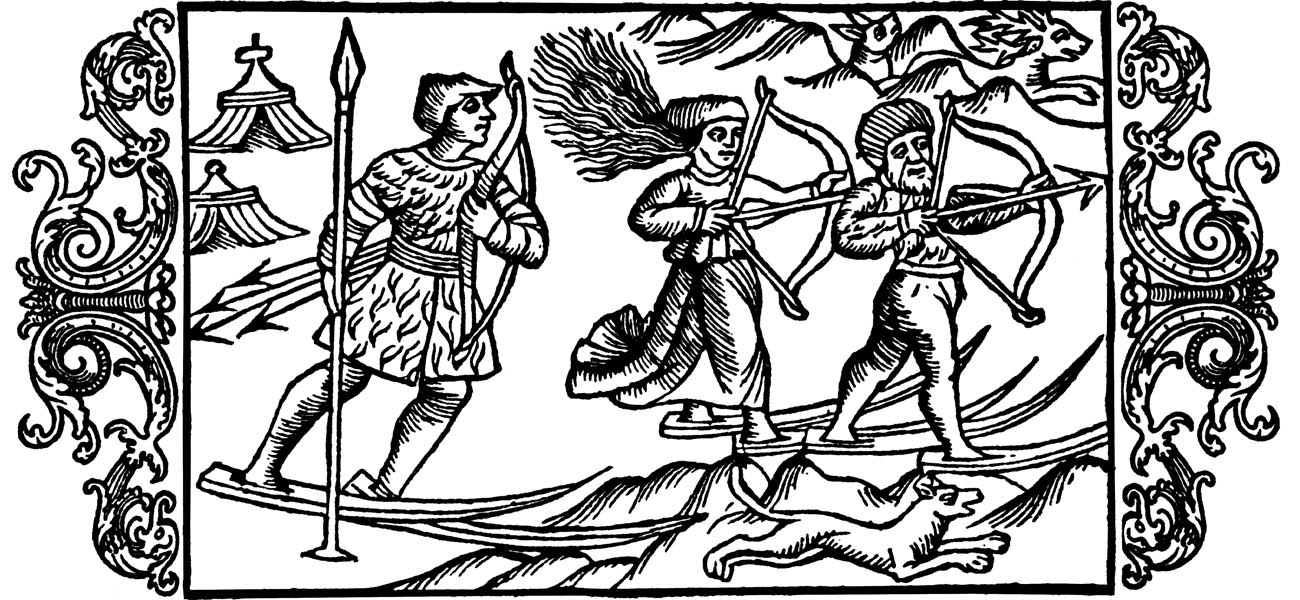
La imagen muestra a tres cazadores con esquís. En primer plano se ve un perro de caza y, al fondo, renos que huyen.

Odds þáttr Ófeigssonar es una historia corta islandesa (þáttr) que trata sobre Oddr Ófeigsson, el personaje principal de la saga de Bandamanna; las historias son radicalmente diferentes entre ambos relatos a excepción que aparece Oddr como un rico mercader. Es un relato entretenido e influenciado por un capítulo de la saga de Njál donde Thrain Sigfusson oculta al asesino Hrappr a bordo de su nave. 
Fue compuesta a principios del siglo XIII y se conserva en Morkinskinna, Hrokkinskinna y Flateyjarbók.